# Mariagers kommun
Mariagers kommun var en kommun i Århus amt i Danmark. Sedan 2007 ingår huvuddelen av kommunen i Mariagerfjords kommun, men en mindre del fördes till Randers kommun. Kommunens huvudort var Mariager.

## Borgmästare
- Ib Frederiksen, Socialdemokratiet, 1 april 1970–1971[1]
- Niels A. Madsen, Socialdemokratiet, 1971–1976[1]
- Jens Verner Madsen, Socialdemokratiet, 1976–31 mars 1978[1]
- Christen Stendahl, Konservative Folkeparti, 1 april 1978–31 december 1985[1]
- Jens Søndergaard, Socialdemokratiet, 1 januari 1986–31 december 1997[1]
- Erik Kirkegaard Mikkelsen, Konservative Folkeparti, 1 januari 1998–31 december 2006[1]

Denna lista hämtas från Wikidata. Informationen kan ändras där.